# 双山子镇 (宽甸县)
双山子镇，是中华人民共和国辽宁省丹东市宽甸满族自治县下辖的一个乡镇级行政单位。

## 行政区划
双山子镇下辖以下地区：
双山子村、东风村、平坨村、北青沟村、台头子村、井峪村、黎明村和四平村。